# Isla Mayor
Isla Mayor es un municipio español de la provincia de Sevilla, Andalucía. Se encuentra en la llanura marismeña del río Guadalquivir. Está situado muy cerca del parque natural de Doñana.

## Historia y ordenación del territorio
Dos eran las islas principales que formaban un delta interior en el estuario del río Guadalquivir: más al norte Isla Menor (Captil) y la Isla Mayor (Captor) algo más al sur. Ambas fuera concedida en 1253 por Alfonso X «el Sabio» a la Ciudad de Sevilla siendo aprovechadas las «hierbas de las Islas» para pastos del ganado, «las cenizas de los armajos» (para la fabricación del jabón), y «la pesquería». Con los Reyes Católicos incluso llegó la Isla Mayor a ser arrendada para costear la prolongada guerra de Granada.
A la Isla Mayor acudían ganados de todos los pueblos del alfoz de Sevilla y de otros lugares como Extremadura por caminos cañadas reales y veredas que desembocaban en el lugar que hoy llamamos «puente de la Isla». Entonces en ese lugar se encontraba la Venta de San Antón y a continuación el pasaje de la barca de San Antón (patrón de ganaderos ), única entrada a la isla. La barca de San Antón era una barcaza de maroma que pertenecía y era controlada por el Concejo de la ciudad de Sevilla.
El núcleo del municipio "Isla Mayor" se encuentra junto al antiguo brazo de los Jerónimos, entre el espacio de Entremuros y el Guadalquivir. Está situado al final de la carretera autonómica A-8050, al sur de la Puebla del Río, de la que separó administrativamente en 1994.
Los primeros habitantes eran ganaderos que establecieron sus casas en las vetas (áreas más elevadas) de las marismas a comienzos del siglo XX. En la década de 1930 la compañía inglesa Islas del Río Guadalquivir introdujo el cultivo del arroz en ese territorio, lo que aumentó la población.
En la década de 1940 el general Queipo de Llano impulsó la colonización de las marismas por jornaleros de distintos lugares de Andalucía Occidental, de Extremadura y de Valencia. En esa etapa la población tomará el nombre de Villafranco del Guadalquivir. En el año 2000 cambió el nombre por el de Isla Mayor, que es como se conoció a esa zona en tiempos pretéritos. En 1974 se introdujo el cangrejo rojo, lo que generó una nueva fuente de ingresos para esta localidad.
En el núcleo principal de Isla Mayor se encuentra la iglesia parroquial de San Rafael Arcángel. Se trata de una iglesia de arquitectura moderna, con una sola nave y con ábside pseudopoligonal. La capilla bautismal tiene un crucificado realizado por Sebastián Santos Calero en 1999. El altar mayor, realizado por Santiago del Campo en 1975, está presidido por una pintura sobre tabla con un crucificado. A los pies del altar mayor está la Virgen de la Soledad sobre una peana de plata neobarroca. La Virgen es obra de Manuel Mazuecos y Juan Manuel Miñarro.
Al norte del núcleo urbano principal, hay un poblado conocido como Poblado de Alfonso XIII. En el centro del poblado hay una iglesia de estilo andaluz, la de Nuestra Señora del Carmen. Su primera piedra fue puesta por el propio Alfonso XIII en 1928.
En 2010 la Junta de Andalucía y la Diputación de Sevilla llevaron a cabo un proyecto llamado La isla de los pájaros, que consistió en pintar varios murales de arte pop en las calles con especies de pájaros que pueden encontrarse en la localidad.

## Demografía
Cuenta con una población de 5781 habitantes (INE 2024).
| Gráfica de evolución demográfica de Isla Mayor entre 2001 y 2021 |
| |
| Población de derecho según los censos de población del INE. Población de hecho según los censos de población del INE.En 1994 aparece este municipio porque se segrega del municipio Puebla del Río. |

## Economía
En 2008 el arroz era el principal cultivo de la localidad, con unas 9000 ha, aunque en menor medida también había cultivos de algodón, trigo y cebada. No obstante, en la actualidad el arroz es prácticamente el único cultivo, habiendo un total de 9614 ha (2014).
En las últimas décadas del siglo XX ha experimentado un considerable aumento la pesca del cangrejo rojo de río (procambarus clarkii). Es una especie del sur de Estados Unidos introducida en la zona en 1974. Se pesca con un retel de cangrejos conocido como nasa o red holandesa y buena parte se destina a la exportación.
Además de generar un beneficio económico, el cangrejo rojo supone más de la mitad de la dieta alimenticia de 20 especies de aves de las marismas. Desde que se consolidó la presencia de este cangrejo en la década de 1980, la población de algunas de estas aves ha aumentado sensiblemente.

#### Evolución de la deuda viva municipal
| Gráfica de evolución de Deuda viva del Ayuntamiento de Isla Mayor entre 2008 y 2019                                |
| |
| Deuda viva del Ayuntamiento de Isla Mayor en miles de Euros según datos del Ministerio de Hacienda y Ad. Públicas. |

## Administración y política
| Partido político | Partido político                                                                | votos   | Concejales |
| ---------------- | ------------------------------------------------------------------------------- | ------- | ---------- |
|                  | Partido Socialista Obrero Español (PSOE-A)                                      | 71,18 % | 10         |
|                  | CON ANDALUCÍA                                                                   | 19,72 % | 3          |
|                  | Adelante Andalucía (Podemos, IU-LV, Izquierda Andalucista y Primavera Andaluza) | -       | -          |
|                  | Juntos por Isla Mayor (JxIM)                                                    | -       | -          |
|                  | Partido Popular                                                                 | 4,27 %  | 0          |
|                  | VOX                                                                             | 3,13 %  | 0          |

## Fiestas

### Día de Reyes
El día 5 de enero de cada año Isla Mayor saca a las calles un gran número de cabalgatas y carrozas de Reyes, la cual atrae a un buen número de turistas y visitantes.
Las cabalgatas tienen la salida en el Poblado de Alfonso XIII y después su entrada y recorrido por Isla Mayor.

### Carnavales
Tienen una duración de tres días y una noche, finalizando con el entierro del cangrejo.
Durante los tres primeros días se abre con pregón a cargo de la compañía de teatro de Isla Mayor y agrupaciones chirigoteras del municipio.
la tarde-noche del sábado tiene lugar el pasacalles, donde todas las personas se disfrazan, y a continuación tiene lugar el concurso de disfraces cada año mayor y djs que animan el recinto. al finalizar el concurso se pasa al entierro del cangrejo (consiste en quemar un cangrejo hecho a mano que acompaña a las reina y damas del carnaval en la carroza, cada año de una temática.
Cabe recalcar que estos años atrás y venideros el carnaval tiene una duración más extensa ya que cuenta con un concurso de chirigotas y comparsas cada año mayor y más conocido.

### Día de Andalucía
Entre los días previos al día 28 de febrero e inclusive el 28 se celebran las fiestas grandes de Isla Mayor, y se viste con sus mejores galas, se organizan actividades y actuaciones para todos los públicos.
Cada año, Isla Mayor cuenta con una exposición Agroalimentaria de productos y maquinaria, la más extensa de la comarca, y el día 28 se hacen degustaciones de unas enormes paellas gratuitas para todos los asistentes.

### Semana Santa
Los pasos titulares de la Semana Santa de Isla Mayor son, el Santísimo Cristo del Perdón y Ntra. Sra. de la Soledad.
Comenzó sacándose tan solo el Cristo a hombros el miércoles santo. Más tarde, el antiguo párroco, la cambió al Viernes Santo; fecha que coincide con la salida del Cristo de la Misericordia de Alfonso XIII, que es llevado exclusivamente por mujeres. Este año, bajo la decisión de la Junta de Gobierno de la Hermandad de Isla Mayor, la procesión se instauró de nuevo al Miércoles Santo.
Un dato cabe recalcar de las procesiones del Viernes de Dolores, Domingo de Ramos y el Miércoles Santo, todos los pasos hacen presentación y saludo ante el Simpecado de Ntra Sra del Rocío en su capilla situada en calle Carlos Cano con esquina Santa Teresa, cientos de personas aligeran su paso para tener hueco para verlo, es digno de ver, entre abrazos de juntas, lágrimas de hermandades, aplausos y sobre todo sentimiento cofrade.
Viernes de Dolores: Procesión de los estudiantes, es sacado por niños en la mañana.
```
sus titulares:
- Ntro Padre jesus de la paciencia.
- Ntra Sra Coronada de la Paz.
```

Domingo de Ramos: Sale en procesión en torno a las 12:00h de la mañana.
```
Su titular:
- Ntro Padre Jesus en su Sagrada Entrada en Jerusalén. (La borriquita)
```

Lunes Santo: 
```
- Virgen del Agua 
- cristo de la expiración
```

Miércoles Santo: Sale en procesión desde la Parroquia San Rafel a las 19:00h de la tarde y finaliza sobre las 02:00h de la madrugada culminando con un espectacular abrazo a las puertas de la parroquia, donde es admirado por miles de personas que acuden a verlo.
Sus titulares son:
```
- Santísimo Cristo del Perdón 
- Ntra. Sra. de la Soledad.
```

Viernes Santo: Este paso es sacado exclusivamente por mujeres en la tarde del Viernes Santo en el Poblado de Alfonso XIII, pedanía de Isla Mayor.
```
- Cristo de la Misericordia
```

### Feria Del Arroz y el cangrejo
La semana del 24 de junio de cada año se disfruta en Isla Mayor (Sevilla) de la Feria del Arroz y el cangrejo. Se trata de una de las fiestas más importantes del pueblo que, junto a la gastronomía, es lo que atrae a mayor número de turistas hasta Isla Mayor. El Arroz y el cangrejo, son la gastronomía de la localidad y esto hace que miles de personas vengan a la feria para degustar los platos típicos.
La feria tiene varias actividades como la fiesta de la espuma, actuaciones en la caseta municipal, entre muchas más, la más llamativa es la corrida de dos toros de fuego llevados por personas del pueblo por el real de la feria la madrugada del domingo al lunes después de los fuegos artificiales.

### Feria del Carmen
En julio, la semana del 16 de julio son la Feria y Fiestas en honor a la Virgen del Carmen que se celebran en el Poblado de Alfonso XIII. La Virgen del Carmen es la Patrona de Isla Mayor y por tanto Fiesta Local en nuestro municipio. Cada 16 de julio la Virgen es sacada en procesión por las calles de Alfonso XIII y por el real de la feria, llevada por mujeres costaleras. También, aquí se suelta “el toro de fuego”.
La feria comienza el sábado de antes con el besamanos de la virgen.
La feria comienza el jueves 13 a las 23:30h con el pescadito y la prueba del alumbrado, que este año contará con una portada diseñada, teniendo como actividades la fiesta de la espuma el viernes, cantes flamencos y actuaciones todos los días y noches, partido de fútbol, el sábado procesiona la virgen del Carmen y el domingo para finalizar las fiestas, dos jóvenes del pueblo cogen un toro de fuego cada uno y son llevado por el real de la feria pasando antes por los fuegos artificiales que clausuran estas fiestas.

### Años 60
Es una fiesta organizada el penúltimo sábado del mes de septiembre o las primeras semanas de Octubre en la cual se visten prendas de tal época de los años 60, Tiene una historia muy singular, una persona al no poder disfrazarse en carnavales se disfrazó ese sábado de hippie.

### Velá de San Rafael
En septiembre tienen lugar, en la última semana, las fiestas patronales a San Rafael Arcángel, patrón de la localidad.
El día 29 sale la procesión por las calles del pueblo. Durante toda la semana se realizan actividades y en especial los días 28, 29 y 30 tiene lugar la Velá, en el parque San Rafael.
En la plaza de la iglesia San Rafael, se monta un diseño de alfombra por parte de un joven de la localidad, para engalanar la salida del patrón de isla mayor, que suele hacerse de papel, arroz y otros materiales.

### Cangrejada
La Cangrejada tiene lugar en las fiestas patronales, con las que se cierra dichas fiestas, con la degustación del cangrejo rojo de río y para culminar, una pequeña mascletá, la quema de las fallas isleñas y un castillo de fuegos artificiales por tener este pueblo raíces Valencianas.

## Ornitología
Las Marismas del Guadalquivir son un entorno con poco drenaje y libre de los efectos de las mareas. Las marismas reciben agua desde el río Guadalquivir, desde el afluente Guadiamar, de varios caños naturales que se crean en la tierra y de varios arroyos. El entorno cambia en función de la estación del año. En verano el color de las marismas es ocre de tierra y tallos secos, en contraste con el verdor del resto del año. Las zonas altas, que se inundan solamente cuando se producen inundaciones, se denominan vetas, y las zonas más bajas, que se inundan en cada estación, se denominan lucios.
En este ambiente proliferan decenas de especies de aves. A principios de otoño llegan del norte de Europa gansos, ánades silbones, patos cuchara, cercetas comunes, porrones y ánades rabudos. A principios de primavera regresan al norte y acuden a este humedal patos reales, fochas, somormujos, zampullines, fumarelas, cigüeñelas, avocetas, canasteras, garzas imperiales y flamencos. En los meses de verano las marismas están más secas y abundan la ganga y la calandria.

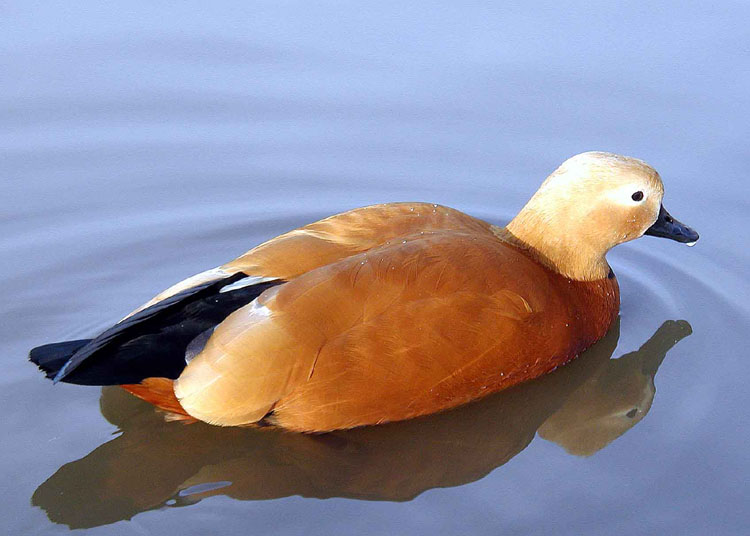
Tarro canelo.
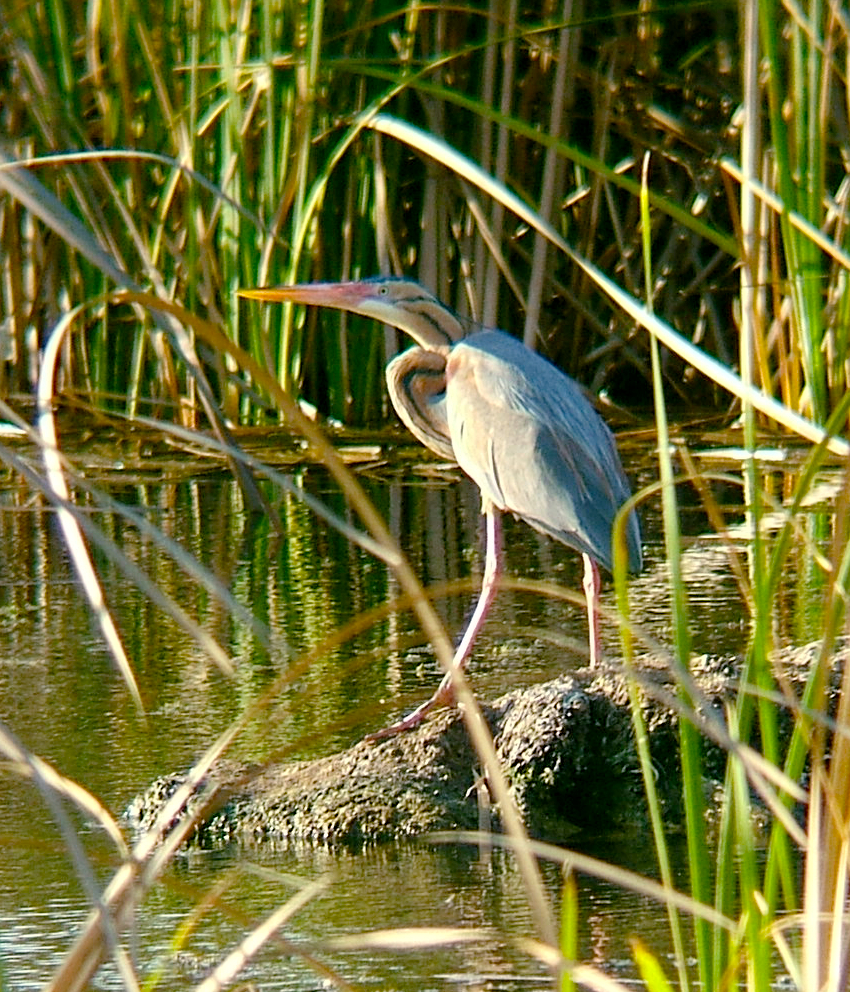
Garza imperial.
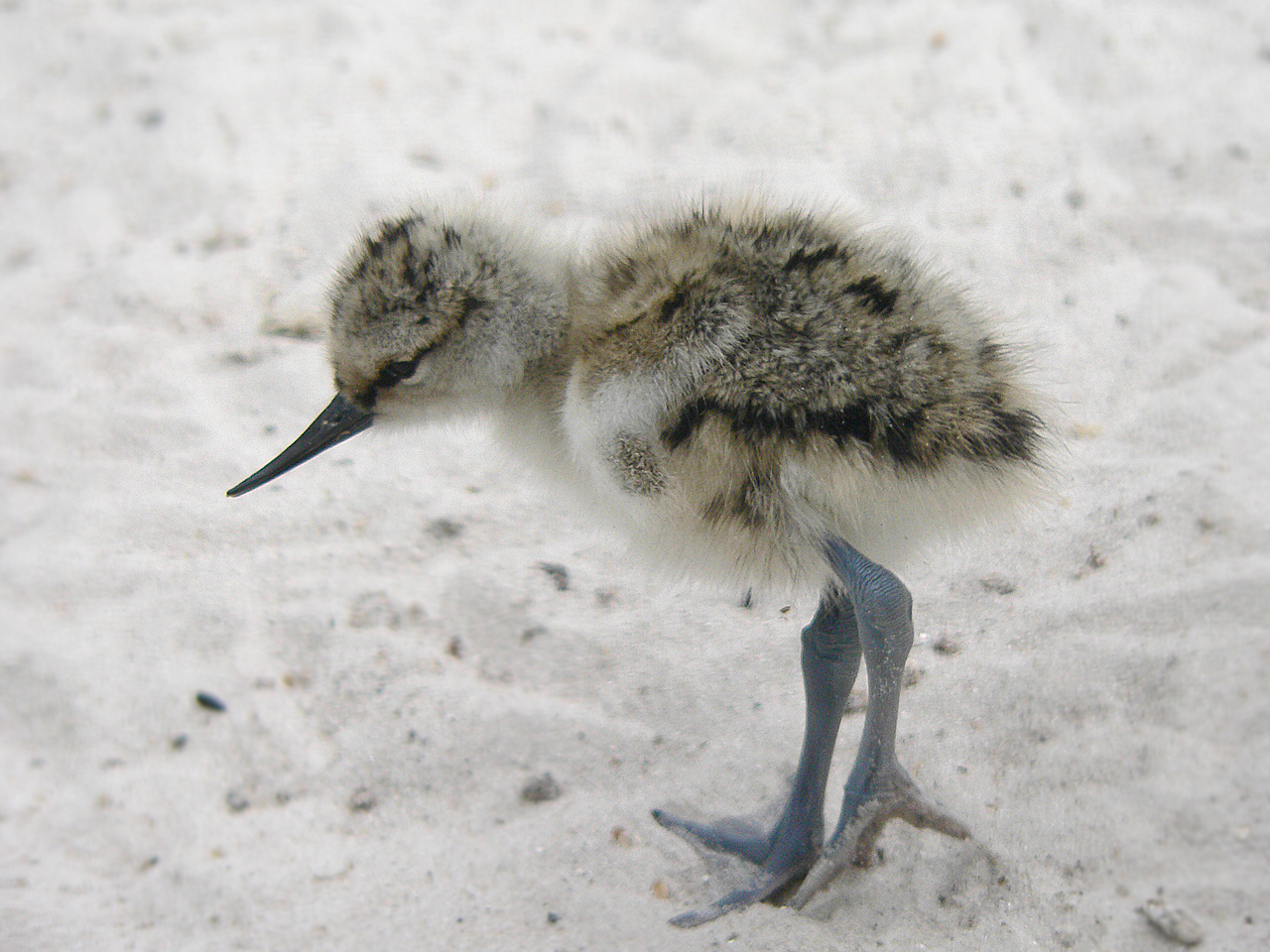
Cría de avoceta.
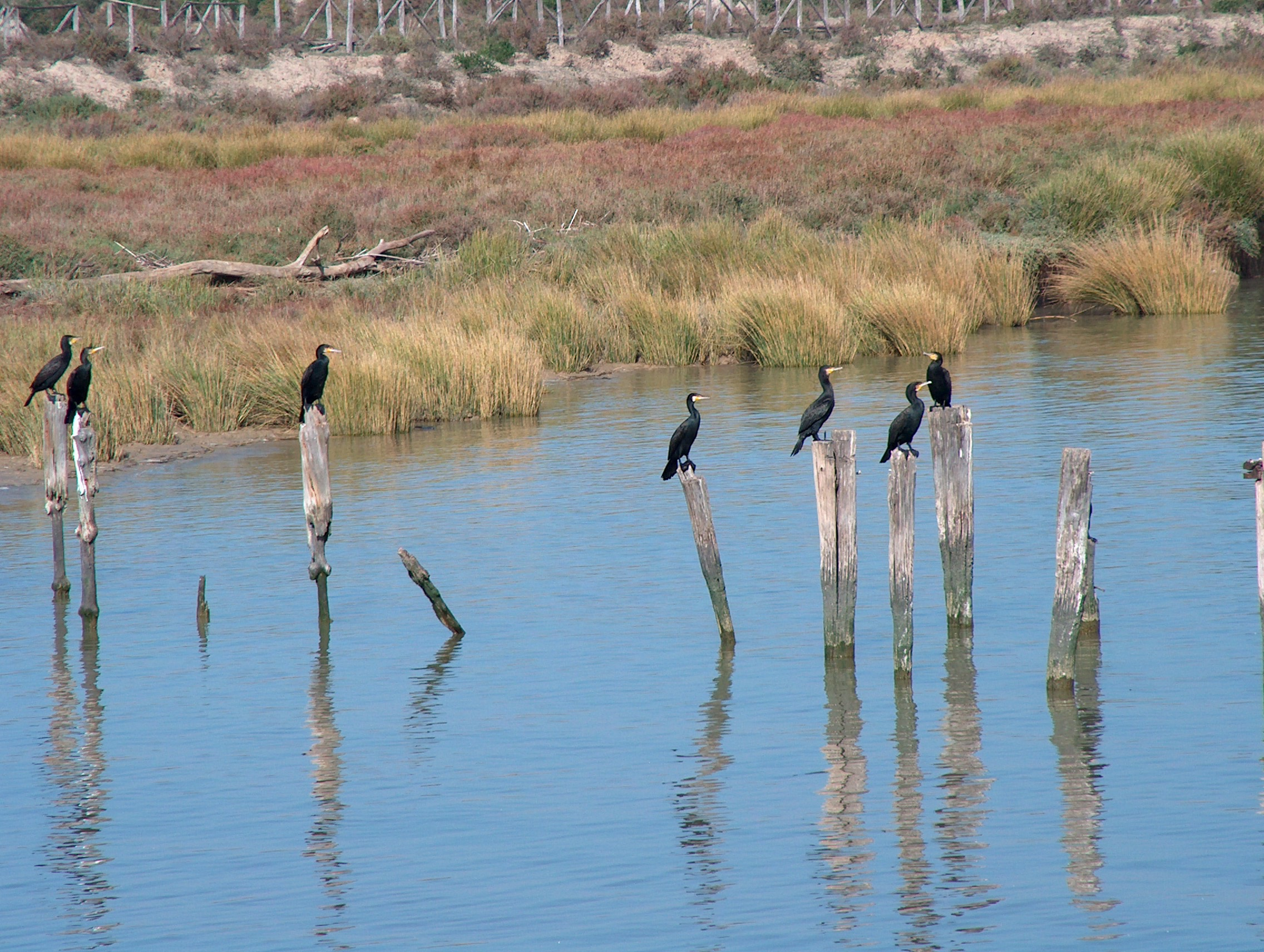
Cormoranes en el margen del río Guadalquivir.